# UCI Africa Tour 2021
UCI Africa Tour 2021 – 17. edycja cyklu wyścigów UCI Africa Tour, która odbyła się od listopada 2020 do października 2021.
Seria UCI Africa Tour, podobnie jak pozostałe cykle kontynentalne (UCI America Tour, UCI Asia Tour, UCI Europe Tour, UCI Oceania Tour), powstała w 2005 jako zaplecze dla utworzonego w tym samym czasie UCI ProTour (później przekształconego w UCI World Tour). W 2020 odbyła się pierwsza edycja cyklu UCI ProSeries utworzonego jako drugi poziom wyścigów z kalendarza UCI, w związku z czym UCI Africa Tour, podobnie jak pozostałe cykle kontynentalne, od sezonu 2020 stała się trzecim poziomem zmagań w kalendarzu UCI.
Cykl UCI Africa Tour w sezonie 2021 objął ostatecznie cztery wyścigi (wszystkie wieloetapowe), rozgrywane między 18 listopada 2020 a 10 października 2021, a większość z kilkunastu początkowo planowanych w kalendarzu zawodów cyklu zostało odwołanych.

## Kalendarz
Opracowano na podstawie:
| UCI Africa Tour 2021     | UCI Africa Tour 2021 | UCI Africa Tour 2021    | UCI Africa Tour 2021 | UCI Africa Tour 2021                      | UCI Africa Tour 2021                                   | UCI Africa Tour 2021                         | UCI Africa Tour 2021 |
| Data                     | Państwo              | Wyścig                  | Kat.                 | Zwycięzca                                 | Drugie miejsce                                         | Trzecie miejsce                              |                      |
| ------------------------ | -------------------- | ----------------------- | -------------------- | ----------------------------------------- | ------------------------------------------------------ | -------------------------------------------- | -------------------- |
| 18 – 22 listopada 2020   | Kamerun              | Grand Prix Chantal Biya | 2.2                  | Moïse Mugisha (Rwanda)                    | Lukáš Kubiš (Słowacja)                                 | Clovis Kamzong (SNH Vélo Club)               |                      |
| 2 – 9 maja 2021          | Rwanda               | Tour du Rwanda          | 2.1                  | Cristián Rodríguez (Total Direct Énergie) | James Piccoli (Israel Start-Up Nation)                 | Alex Hoehn (Wildlife Generation Pro Cycling) |                      |
| 29 maja – 6 czerwca 2021 | Kamerun              | Tour du Cameroun        | 2.2                  | Clovis Kamzong (SNH Vélo Club)            | Jordan Andreew (Martigues Sport Cyclisme Payden-Rygel) | Nikołaj Genow (Bułgaria)                     |                      |
| 6 – 10 października 2021 | Kamerun              | Grand Prix Chantal Biya | 2.2                  | Lukáš Kubiš (Słowacja)                    | Jordi Slootjes (Global Cycling Team)                   | Clovis Kamzong (SNH Vélo Club)               |                      |